# Ebbw Vale, Queensland
Ebbw Vale är en del av en befolkad plats i Australien. Den ligger i kommunen Ipswich och delstaten Queensland, omkring 25 kilometer sydväst om delstatshuvudstaden Brisbane.
Runt Ebbw Vale är det tätbefolkat, med 356 invånare per kvadratkilometer.. Närmaste större samhälle är Ipswich, nära Ebbw Vale.
I omgivningarna runt Ebbw Vale växer huvudsakligen savannskog. Genomsnittlig årsnederbörd är 1 252 millimeter. Den regnigaste månaden är januari, med i genomsnitt 248 mm nederbörd, och den torraste är oktober, med 34 mm nederbörd.